# Аяускайте, Валерия Антано
Валерия Антано Аяускайте — советский литовский хозяйственный деятель, Герой Социалистического Труда.

## Биография
Родилась в 1937 году в Пасваличяе.
В 1953—1964 — работница животноводческой фермы, в 1964—1991 — доярка колхоза «Пяргале» Биржайского района Литовской ССР.
Указом Президиума Верховного Совета СССР от 6 сентября 1973 года присвоено звание Героя Социалистического Труда с вручением ордена Ленина и золотой медали «Серп и Молот».
Жила в Литве

## Награды и звания
- Герой Социалистического Труда (06.09.1973)
- Орден Ленина (06.09.1973)
- Орден Трудового Красного Знамени (08.04.1971)